# Судзуки, Кёка
Кёка Судзуки (яп. 鈴木 京香 Судзуки Кё:ка, род. 31 мая 1968 года в городе Сэндай) — японская актриса.

## Фильмография
2011 — Лжец и рассеянная девочка (Usotsuki Mii-kun to Kowareta Maa-chan)

2010 — FLOWERS

2009 — The Unbroken (Shizumanu Taiyo)

2009 — Gravity’s Clowns (Jyuryoku Pierrot)

2009 — Boku to mama no kiiroi jitensha

2009 — На обочине

2008 — Samurai Gangsters (Jirocho sangokushi)

2008 — Час волшебства

2007 — Серебряная ведьма — Юри

2006 — Сверчки (Korogi) — Каору

2006 — Лапша «Удон» — Мари Фудзимото

2006 — Otoko wa sore wo gaman dekinai — Сацуки Ояма

2006 — A Cheerful Gang Turns the Earth — Юкико

2006 — So-Run Movie

2005 — Ямато (Otoko-tachi no Yamato) — Макико Утида

2005 — Спецназ против самураев. Миссия 1549 — Рэй Кандзаки

2005 — Звёздное небо полудня (Mahiru no hoshizora) — Юкико

2005 — Зоопарк — Мама

2004 — Кровь и кости (Chi to hone) — Yong-hee Lee

2004 — Человек-зебра — Кана, мама Асано

2003 — Рокерс 

2002 — Suite de jeudi Mokuyo kumikyoku — Эрико

2002 — Безымянный лес — Доктор

2002 — Ryoma’s Wife, Her Husband and Her Lover — Oryo

2002 — Free and Easy 13: Hama-chan in a Big Trouble (Tsuribaka nisshi 13: Hama-chan kiki ippatsu!)- Кэй Кирияма

2001 — Месть на продажу (Sukedachi-ya Sukeroku) — Осэн

2001 — Прозрачный (Satorare) — Ёко Комацу

2000 — Zawa-zawa Shimokita-sawa — Мая

1999 — Кейхо (39 keiho dai sanjukyu jo) — Кафука Огава

1998 — Beru epokku — Хидэко Ямада

1998 — Балет пуль — Кирико

1997 — С возвращением, мистер МакДональд (Rajio no jikan) — Мияко Судзуки

1996 — Shin izakaya yurei — Сатоко

1994—119 — Хибино, Момоко 

1994 — Future Memories: Last Christmas | (Mirai no omoide: Last Christmas) — Хикару Симаяма

1990 — Bakayaro! 3: Henna yatsura — Сатоко Накадзима (Эпизод 3)

1989 — Годзилла против Биолланте 

1989 — 24 Hour Playboy (Ai to heisei no iro — Otoko) — Кэйко Сакаги

## Телевидение
2010 — Пандора 2

2008 — Скандал (TBS)

2007 — High and Low

2007 — Блистательное семейство (Karei naru ichizoku) (TBS)

2005 — The gate of youth

2004 — Toride Naki Mono (TV Asahi)

2004 — Shinsengumi! (NHK)

2003 — Say Hello to Black Jack (TBS)

2003 — The chatham school affair

2003 — Chinese Cuisine Served Starleo Style (Fuji TV)

2002 — Shiritsu Tantei Hama Mike (NTV)

2001 — Состоящие в браке (Hikon kazoku)

2000 — Aoi Tokugawa Sandai (NHK)

1995 — Ресторан короля (Osama no Restaurant) (Fuji TV)

1990 — Tobuga Gotoku (NHK)

## Награды
- Television drama academy awards: Лучшая актриса 2-го плана — «Блистательное семейство» (Karei Naru Ichizoku) (2007)
- Nikkan sports drama grand prix: Лучшая актриса 2-го плана — «Блистательное семейство» (Karei Naru Ichizoku) (2007)
- Awards of the japanese academy: Лучшая актриса — «Кровь и кости» (2005)
- Nikkan sports film awards: Лучшая актриса второго плана — «Кровь и кости» (2004)
- Nikkan sports film awards: Лучшая актриса — «Ryoma’s Wife, Her Husband and Her Lover» (2002)
- Blue ribbon awards: Лучшая актриса — «Кейхо»(2000)
- Kinema junpo awards: Лучшая актриса — «Кейхо»(2000)
- Yokohama film festival: Лучшая актриса — "С возвращением, мистер МакДональд " (1998)
- Nikkan sports film awards: Лучшая актриса второго плана — "С возвращением, мистер МакДональд " (1997)
- Nikkan sports film awards: Лучшая новая актриса — «119» (1994)